# Józef Ciechan
Józef Ciechan (* 17. März 1908 in Siennica Różana; † 25. April 1989) war ein polnischer Bildhauer.
Der Sohn eines Zimmermanns und einer Schneiderin besuchte achtzehnjährig die Kunstschule (Państwowa Szkoła Przemysłu Drzewnego) in Zakopane und gründete nach seiner Rückkehr in seinem Heimatort eine Skulpturenwerkstatt. In der Zeit der deutschen Besatzung arbeitete er an den Untergrundzeitschriften Ziarno und Zew mit. Nach dem Krieg studierte er an der Akademie der Bildenden Künste Krakau bei Xawery Dunikowski und Stanisław Horno-Popławski.
Im Team von Dunikowski arbeitete er am Denkmal für die Aufstände in Oberschlesien auf dem St. Annaberg (1946–1955) mit. Seine bedeutendsten Werke waren das 1968 enthüllte  Granitdenkmal für die Soldaten, Partisanen und Häftlinge, die 1939–1945 in Krasnystaw ums Leben gekommen waren, ein Denkmal des Marschalls Józef Piłsudski und eine Keramikbüste Nikolaus Kopernikus’ (1974) in Krasnystaw. Außerdem schuf er eine Reihe von monumentalen Skulpturen, Grabsteinen (u. a.  für die Schriftstellerin Ewa Szelburg-Zarembina), Altären und Restaurierungsarbeiten in der Region Lublin.